# Maigret en de kabeljauwvissers
Georges Simenon schreef dit Maigret-verhaal Au rendez-vous des Terre-Neuvas in juli 1931 aan boord van de Ostrogoth, in Morsang-sur-Seine. Het werd gepubliceerd in augustus 1931 bij uitgeverij Fayard. De titel van deze politieroman was afgeleid van de naam van een café aan de kade van Fécamp, "Au Rendez-vous des Terre-Neuvas", waar mensen elkaar ontmoetten.

## Ontstaansgeschiedenis
Simenon kende de Normandische kust goed. In de zomer van 1925 hadden hij en zijn vrouw Tigy hun vakantie doorgebracht in Étretat (Seine-Maritime). Yport en Fécamp lagen daar slechts enkele kilometers vandaan. In 1929 bezocht hij Fécamp en gaf aan de botenbouwer Georges Argentin de opdracht om een boot voor hem te bouwen van 33 voet lang en 13 voet breed, en een motor van 20 pk. Deze boot gaf hij de naam Ostrogoth, waar hij vervolgens twee jaar op doorbracht, samen met Tigy, "Boule" (Henriette Liberge, een 19-jarige vissersdochter die ze als meid en kokkin aanwierven) en zijn hond Olaf. Daardoor was hij goed vertrouwd met Fécamp en de sfeer van de vissersgemeenschap.

## Thema's
Simenon exploreert in deze roman de thema's bezitsdrang, jaloezie en obsessie.

## Personages
- Pierre Le Clinche, zoon van een visser, telegrafist aan boord van de Océan, vrijgezel van 19 jaar
- Marie Léonnec, dochter van groothandelaars, verloofde van Le Clinche, 21 jaar
- Octave Fallut, kapitein van de Océan, 55 jaar, het slachtoffer
- Adèle Noirhomme, prostituee, zijn minnares
- Gaston Buzier, andere minnaar van Adèle

## Plot
Octave Fallut, kapitein van de trawler de "Ocean", wordt in het water gewurgd teruggevonden in de haven van Fécamp. De telegrafist, Le Clinche, die men rond de boot heeft zien sluipen, wordt gearresteerd als verdachte. Maigret wordt van de zaak op de hoogte gebracht door een oude vriend, een leraar te Quimper, die hem vraagt om de onschuld van Le Clinche te bewijzen. Maigret haalt zijn vrouw over om hun vakantie in Normandië in plaats van in de Elzas door te brengen. Ze komen aan in Fécamp (Seine-Maritime), vanwaar treilers vertrekken om in de wateren voor de kust van Newfoundland te gaan vissen.

## Nederlandse vertaling
- Maigret en de kabeljauwvissers, Zwarte Beertjes, nr. 1116 (1967)

## Adaptaties voor televisie
- The Log of the Cap Fagnet, Engelse tv-film van Michael Hayes, met Rupert Davies, 1963.
- Maigret en de kabeljauwvissers, Nederlandse tv-film met Jan Teulings als commissaris Maigret, 1967.
- Au rendez-vous des Terre-Neuvas, Franse tv-film van Jean-Paul Sassy met Jean Richard in de hoofdrol, uitgezonden op Antenne 2 in 1977, onderdeel van Les enquêtes du commissaire Maigret (88 afleveringen, 1967-1990).